# المؤسسة الخيرية لرعاية الأيتام (إخاء)
المؤسسة الخيرية لرعاية الأيتام (إخاء) مؤسسة سعودية أنشئت لرعاية الأيتام بعد انتهاء مدة إقامتهم بالدور والمؤسسات الاجتماعية التي تشرف عليها وزارة العمل والشؤون الاجتماعية (وزارة الموارد البشرية والتنمية الاجتماعية حالياً). وأنشئت بقرار مجلس الوزارء رقم (14) بتاريخ 14/ 1/ 1426هـ. ويرأس مجلس أمناء المؤسسة وزير الموارد البشرية والشؤون الاجتماعية.
وجاء اختيار مسمى (إخاء) من مبدأ التآخي والنهج الإسلامي الداعي ليكون المؤمنون «إخوة» فيما بينهم.

## الأهداف
- تحقيق الاستقرار الجتماعي للأيتام.
- الارتقاء بالصحة النفسية والاجتماعية للأيتام.
- الاستقلال الاجتماعي والمالي لللأيتام.
- تطوير قدرات إخاء للاستدامة المالية.
- التميز في إدارة رأس المال المؤسسي.[3]

## فروع إخاء
تقدم إخاء خدماتها لأكثر من 2055 يتيماً ويتيمة من ذوي الظروف الخاصة من خلال 10 فروع في كل من: الرياض، مكة المكرمة، المدينة المنورة، جدة، الدمام، حائل، القصيم، أبها، شقراء، جيزان. كما توجد فروع نسائية في الرياض، وجدة والدمام.

## خدمات الرعاية لالشاملة للأيتام
- توفير السكن.
- طعام يتيم.
- التعليم.
- التدريب والتوظيف.
- المساعدات المالية.
- الدعم القانوني.
- التهيئة للزواج (مادي - تأهيلي).
- الدعم النفسي والاجتماعي.[4]